# Institut Teològic Protestant de Cluj
L'Institut Protestant Teològic de Cluj (en romanès: Institutul Teologic Protestant; en hongarès: Protestáns Teológiai Intézet; en alemany: Protestantisch-Theologisches Institut) és un seminari protestant i una universitat privada a Cluj-Napoca (Romania). La institució reconeguda per l'Estat forma ministres per a quatre denominacions protestants separades: el calvinisme (l'Església reformada a Romania), el luteranisme (la majoria - Església evangèlica luterana hongaresa, la majoria - Església evangèlica saxona de la confessió augustana) i l'unitarisme (l'església unitària de Transsilvània).
L'Institut protestant està coordinat per cinc bisbats: un unitari i dos luterans, juntament amb la diòcesi reformada de Királyhágómellék i la diòcesi reformada de Transsilvània. El seu centre de Cluj-Napoca alberga dues branques — la facultat evangèlica reformada (que ofereix formació per als membres de l'església reformada i de l'església evangèlica luterana) i la facultat unitària. A més, l'Institut inclou una facultat evangèlica saxona, que té la seu a Sibiu i que és mantinguda per l'Església Evangèlica de la Confessió Augustana.
L'Institut es va fundar el 1948 i va unir el Col·legi Teològic Reformat amb seu a Cluj i l'Acadèmia Teològica Unitària com a dues facultats, a més de ser el primer seminari local per als luterans. Té la pretensió de ser l'única institució teològica protestant que imparteix classes en dues llengües (hongarès i alemany) i de tenir dues seccions locals separades.

## Altres escoles
- L'Església Unitària de Transsilvània també manté per separat l'Acadèmia Unitària John Sigismund o Gimnàs Unitari a Cluj-Napoca (fundada el 1554).